# Очиток застарілий
Очи́ток застарі́лий (Sedum antiquum) — однорічна, зрідка дворічна, рослина родини товстолистих із нез'ясованим таксономічним статусом. Багато ботаніків вважають його однією з форм очитку іспанського (Sedum hispanicum). Низька трава із товстими дрібними листками і білими зірчастими квітами. Карпатсько-опільський ендемік, що зростає на відслоненнях гірських порід. Рідкісний вид, занесений до Європейського Червоного списку і Червоної книги України. Маловідома декоративна культура.

## Походження виду і назви
В міоцені в аридних (пустельно-посушливих) оселищах на західному березі прадавнього океану Тетіс існував гіпотетичний вид Sedum protohispanicum («очиток протоіспанський»). Внаслідок кліматичних змін і поступового руйнування типових місць зростання його ареал розпався на кілька великих ділянок, в кожній з яких сформувалась окрема географічна раса. Цей поліморфний вид описаний як сучасний очиток іспанський. У 1967—1968 роках поблизу села Пуків Рогатинського району Івано-Франківської області українськими ботаніками була описана нова, до того часу невідома форма очитку іспанського. В 1978 році українські систематики Тетяна Омельчук-М'якушко і Борис Заверуха провели таксономічну ревізію родини Товстолистих, внаслідок якої описана форма очитку іспанського була визнана самостійним видом.
Видова назва нового таксону (лат. antiquum — антикварний, стародавній) вказує на його реліктове походження. Український епітет «застарілий» є її грубим і не надто точним перекладом.

## Опис
Очиток застарілий, як правило, є однорічною рослиною і лише в деяких випадках може мати дворічний цикл розвитку. Він являє собою трав'янистий сукулент заввишки 4—15 см, належить до терофітів. Корінь тонкий. Стебла прямостоячі, круглі в перерізі, майже від основи розгалужені на численні, густо улиснені, коротко залозисто запушені, червоні пагони. Листки 4–7 мм завдовжки, чергові, сидячі, лінійні або ланцетні, напівциліндричні, залозисто запушені, із горбкуватою (особливо біля верхівки) поверхнею, зелені із сизуватим відтінком, іноді червоніють.
Суцвіття розгалужене, багатоквіткове, щиткоподібне. Квітки актиноморфні, шести-, зрідка п'ятичленні, розташовані на коротеньких квітконіжках або майже сидячі, 4—5 мм завдовжки. Чашолистки завдовжки до 1,5 мм, при основі з'єднані між собою, довгастотрикутні, розсіяно залозисто запушені, зелені або червонувато-зелені. Пелюстки яйцеподібно-ланцетні або видовженояйцеподібні, на верхівці загострені, рожеві або білувато-рожеві, з червоною середньою жилкою. Тичинок 12, вони коротші за пелюстки у 1,5 рази, мають білі тичинкові нитки та майже кулясті темно-пурпурові пиляки.
Плід — багатолистянка, складена з шести плодиків 3–3,5 мм завдовжки. Плодики зірчасто-розбіжні, яйцеподібноланцетні, біля основи з опуклиною на черевному боці, на поверхні залозисто запушені, на верхівці із шилоподібним носиком. Насінини завдовжки 0,6—0,7 мм, завширшки 0,2—0,4 мм, яйцеподібні, буруваті.

### Визначення
Від дуже близького очитку іспанського цей вид відрізняється густим залозистим опушенням стебел і листя, видовжено-яйцеподібною формою та рожевим забарвленням пелюсток, дрібнішими розмірами квіток і плодиків.

### Хімічний склад
Всебічного дослідження хімічного складу цієї рослини не проводили, однак окремі досліди виявили, що в листках очитку застарілого містяться біологічно активні речовини лектини, а також аскорбінова кислота в концентрації 41,2 мг%.

### Анатомічна будова
В очитку застарілого вивчали анатомічну будову тільки надземних вегетативних органів. Аналіз показав, що стебла вкриті одношаровою епідермою, поверхня якої вкрита численними булавоподібними залозистими волосками. Центральні провідні пучки добре розвинуті із диференційованими елементами ксилеми. Антоціанові клітини розташовані в субепідермальній зоні та флоемній зоні центрального пучка. Клітини ендодерми містять крохмальні зерна. Кутикула листків тонка і слабо виражена. Епідермальні клітини значно менші за паренхимні. На поверхні епідерми є залозисті волоски, верхівкова клітина яких містить червоний пігмент. Продиховий апарат вираженого анизотропного типу. Мезофіл не диференційований на палісадну і губчасту паренхіму. В клітинах листків не виявлено ознак лігніфікації та крохмальних зерен.

## Поширення
Очиток застарілий має дуже вузький ареал, який охоплює Східні Карпати та захід Опілля. У Карпатах він знайдений на теренах двох сусідніх країн — Румунії та України. Румунська частина ареалу охоплює Мармароський масив, долини річок Ана та Вишеу. Українська частина ареалу включає окрім частини Мармароського масиву також Угольсько-Широколужанський. Крім того, в Україні цей вид поширений на найбільш підвищених та скелястих ділянках Опілля, які за своїми еколого-ценотичними умовами подібні до гірських районів.

## Екологія
Рослина доволі морозостійка, світлолюбна, помірно посухостійка. У Карпатах зростає на відслоненнях карбонатних гірських порід, зокрема, вапняку, в Опіллі очиток застарілий приурочений до відслонень гіпсу. В будь-якому випадку для нормального розвитку цієї рослини необхідна слаболужна реакція ґрунту і наявність оголених кам'янистих ділянок, через що цей вид відносять до типових петрофітів і кальцефілів. Карпатські популяції входять до складу рослинних угруповань союзів Potentillion caulescentis, Cystopteridion (класу Asplenietea trichomanis). Подільські осередки описані як складова асоціації Festucetum pallentis.
Очиток застарілий розмножується насінням. Квітне у червні—липні. Плодоносить у липні, відразу після плодоношення стебла всихають. У карпатських популяціях інколи відмічали раннє проростання насіння, при цьому сходи, що зійшли восени, перезимовували і продовжували свій розвиток навесні. В цих випадках цикл розвитку рослин є дворічним. Натомість, рослини з теренів Опілля є типово однорічними. Враховуючи доволі ранній термін завершення вегетації очиток застарілий можна віднести до ефемерів.

## Статус і значення виду
Дослідження українських популяцій показали, що вони є нечисленними та дрібними за розмірами, однак за сприятливих умов залишаються стійкими. Загрозами для них є руйнування екотопів, рекреаційний вплив, випасання худоби, випалювання степової рослинності. В Україні очиток застарілий охороняють у Карпатському біосферному заповіднику, Галицькому національному природному парку, пам'ятці природи «Чортова Гора» і заказнику «Великі Голди». Як рідкісна рослина очиток застарілий занесений до Європейського Червоного списку та Червоної книги України.
Враховуючи незначну географічну поширеність, ця рослина залишається маловідомою і господарського значення не має. Втім, цей вид можна культивувати як декоративний. Подібно до інших очитків, він придатний для прикрашання альпійських гірок, кам'янистих садків.

## Таксономія
Таксономічний статус очитку застарілого остаточно не з'ясований. В будь-якому випадку цей таксон вважають дуже близьким до очитку іспанського із секції Epeteium Boiss., яка включає зимостійки однорічні або дворічні види з плоскими або округлими листками, розгалуженим, часто щиткоподібним або волотистим суцвіттям і квітками жовтого, червоного чи блакитного кольору. Іншими представниками цієї секції, схожими на очиток застарілий є очитки сизий (Sedum glaucum Waldst. et Kit.) та угорський (Sedum hungaricum Poir.). Українські науковці розглядають цей вид як самостійний. За відомостями сайту The Plant List, для нього не зареєстровано жодних синонімів.